# Globe Tobacco Building
El Globe Tobacco Building es un edificio ubicado en 407 East Fort Street en el Downtown de Detroit, Míchigan. Es la fábrica de tabaco más antigua aún en pie de la ciudad, y está incluida en el Registro Nacional de Lugares Históricos.

## Historia
La industria del tabaco fue un componente principal de la economía de Detroit durante la segunda mitad del siglo XIX, y en la década de 1890 era la mayor industria detroitina. Globe Tobacco, que era uno de los cinco fabricantes más grandes de la ciudad, fue fundada en 1871 por O. P. Hazard, Thomas McGraw, Hiram Walker y William Moore. Estaba ubicada originalmente en Atwater Street y en 1878 fabricaba alrededor de 300.000 libras de tabaco al año. La empresa se incorporó en 1880 y en 1883 la producción superaba las 1.300.000 libras anuales.

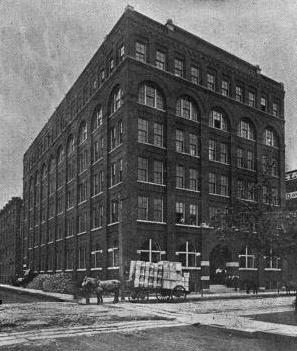
Globe Tobacco Building hacia 1891.

Para 1888, había superado sus instalaciones en Atwater y decidió construir una nueva sede. La compañía contrató a Alexander Chapoton para construir la fábrica y la construcción comenzó en 1888. En 1892, la producción de Globe alcanzó los 2,5 millones de libras anuales. Sin embargo, en 1916, la propiedad se transfirió a fideicomisarios, y en 1925, la Globe Tobacco Company estaba fuera de servicio. Varios pequeños fabricantes alquilaron partes del edificio desde 1916 hasta bien entrada la década de 1970. Fue incluido en el Registro Nacional de Lugares Históricos en 1984.
En un momento, la empresa Real Times Media, propietaria de periódicos negros en Estados Unidos, tenía su sede en el Globe Tobacco Building. Redstone Architects diseñó la renovación del edificio para convertirlo en espacio de oficinas en 1984. En 2014, Rock Ventures compró el edificio y lo renovó para albergar espacio de oficina para diversas empresas tecnológicas y pequeñas.

## Arquitectura
Diseñado por William Scott & Company, Alexander Chapoton construyó este edificio estilo molino románico de ladrillo rojo de seis pisos con paredes de mampostería de carga y techos y pisos de madera pesada. La fachada se divide en cinco tramos. Un arco de entrada de 1 1⁄2 pisos está ubicado en la bahía central en el lado sur, y está flanqueado por dos esferas de concreto. Grandes ventanas arqueadas se encuentran en el primer piso en las otras bahías. Las pilastras corren entre el primer piso y el cuarto, comenzando con una base de bloques de piedra caliza y terminando en formas que continúan en ventanas de arco redondo en el quinto piso. La denticulación de ladrillos separa el sexto piso de los inferiores, y el sexto piso no está dividido en tramos, sino que tiene aberturas de ventanas rectangulares espaciadas uniformemente separadas por pilastras.
Los paneles de ladrillos cuadrados sobresalen del sexto piso, proporcionando una superficie de apoyo para las pesadas vigas del techo y protección contra el fuego. En el interior, las vigas pesadas del piso de madera están espaciadas alrededor de cuatro pies y sostenidas por vigas, formando capas a prueba de fuego entre los pisos.